# Comissió Interamericana de Drets Humans
Comissió Interamericana de Drets Humans (CIDH) és un òrgan de l'Organització dels Estats Americans (OEA) creat per promoure l'observança i la defensa dels drets humans, a més de servir com a òrgan consultiu de l'OEA en aquesta matèria. La CIDH va ser creada per resolució de la Cinquena Reunió de Consulta de Ministres de Relacions Exteriors a Santiago de Xile el 1959. El seu primer directiu va ser l'escriptor veneçolà Rómulo Gallegos en el període 1960-1963. Actualment, l'advocada mexicana Tania Reneaum n'és la Secretària Executiva. Al costat de la Cort Interamericana de Drets Humans és una de les dues entitats del sistema interamericà de protecció de drets humans. Té la seu a Washington DC.
La CIDH realitza la seva feina amb base a tres pilars de treball:
- Sistema de Petició Individual

- Monitoratge de la situació dels drets humans als Estats membres
- Atenció a línies temàtiques prioritàries

La CIDH vetlla per la protecció dels drets humans de totes les persones sota la jurisdicció dels Estats Americans, sobretot per la protecció d'aquelles poblacions que es troben històricament sotmeses a discriminació, a fi d'atendre comunitats i pobles que per la seva situació de vulnerabilitat i discriminació històrica de la qual han estat objecte.

## Composició de la CIDH
La Comissió Interamericana de Drets Humans està composta per set persones elegides a títol personal per l'Assemblea General de l'Organització i han de ser persones d'alta autoritat moral i reconeguda experiència en matèria de drets humans, amb una durada de quatre anys i reelegibles per un únic període addicional. La directiva de la CIDH està composta per un càrrec de President, Primer Vicepresident i Segon Vicepresident, amb un mandat d'un any i reelegibles per una sola vegada en cada període de quatre anys.
Segons l'Estatut de la CIDH a l'article 16, aquesta es reuneix diferents vegades a l'any en sessions dividides en ordinàries i extraordinàries. Les primeres, durant un període estimat de dues setmanes, es practiquen tres vegades a l'any. En el transcurs d'aquestes sessions, la CiDH dedica una setmana a audiències i diferents reunions de treball sobre els casos en anàlisi, i discuteix temes respecte a situacions dels drets humans a un país. Aquestes sessions són importants pel fet que permeten demanar informació sobre algun cas o tema en particular, a més de sol·licitar la intervenció per a la resolució del problema.

## Funcions de la CIDH
La principal funció de la Comissió Interamericana de Drets Humans és promoure l'observança i la defensa dels drets humans al continent americà. Al seu Estatut estableix les seves funcions i atribucions respecte dels Estats membres o no membres de la Convenció Americana sobre Drets Humans (San José, 1969). Pel que fa a aquests, la competència de la CIDH es basa en les disposicions de la Carta de l'OEA:
1. Rep, analitza i investiga peticions individuals en què s'al·leguen violacions de drets humans, tant pel que fa als Estats membres de l'OEA que han ratificat la Convenció Americana com als Estats que encara no l'han ratificada.
2. Observa la situació general dels drets humans als Estats membres i publica informes especials sobre la situació existent en un determinat Estat membre, quan ho considera apropiat.
3. Realitza visites als països per dur a terme anàlisis en profunditat de la situació general i/o per investigar una situació específica. En general, aquestes visites donen lloc a la preparació d'un informe sobre la situació dels drets humans que sigui observada, que és publicat i presentat davant del Consell Permanent i l'Assemblea General de l'OEA.
4. Estimula la consciència pública respecte dels drets humans al continent americà. A aquest efecte, la CIDH duu a terme i publica informes sobre temes específics; com ara les mesures que s'han d'adoptar per garantir un accés més gran a la justícia; els efectes que tenen els conflictes armats interns en certs grups socials; la situació de drets humans d'infants, de les dones, de les i els treballadors/es migrants i les seves famílies, de les persones privades de llibertat, de les i els defensors/es de drets humans, dels pobles indígenes, i de les persones afrodescendents; i de les lesbianes, els gais, les persones trans, bisexuals i intersex; sobre la llibertat d'expressió; la seguretat ciutadana i el terrorisme i la seva relació amb els drets humans; entre d'altres.
5. Organitza i celebra visites, conferències, seminaris i reunions amb representants de governs, institucions acadèmiques, entitats no governamentals i altres, amb l'objectiu principal de divulgar informació i de fomentar el coneixement ampli de la tasca del sistema interamericà de drets humans.
6. Recomana als estats membres de l'OEA l'adopció de mesures que contribueixin a la protecció dels drets humans.
7. Sol·licita als estats membres que adoptin «mesures cautelars», de conformitat amb el que disposa l'article 25 del seu Reglament, per prevenir danys irreparables als drets humans en casos greus i urgents. Així mateix, de conformitat amb el que disposa l'article 63.2 de la Convenció Americana, pot sol·licitar que la Cort Interamericana sobre Drets Humans disposi l'adopció de «mesures provisionals» en casos d'extrema gravetat i urgència per evitar danys irreparables a les persones, encara que el cas no hagi estat presentat davant la Cort.
8. Presenta casos davant de la Cort Interamericana i compareix davant d'aquesta durant la tramitació i consideració dels casos.
9. Sol·licita opinions consultives a la Cort Interamericana, de conformitat amb el que disposa l'article 64 de la Convenció Americana.
10. Rep i examina comunicacions en què un Estat membre al·legui que un altre Estat membre ha incorregut en violacions dels drets humans reconeguts a la Convenció Americana, de conformitat amb l'article 45.[5]

## Procediment per abordar les violacions dels drets humans
Els particulars tenen la possibilitat de demandar un Estat que ha violat els seus drets i que el mateix Estat no va ser capaç de resoldre. Aquestes demandes particulars són analitzades per la CIDH: primer convoca les parts (demandant i Estat) per intentar arribar a un acord mutu. En cas que no s'arribi a un acord de forma pacífica, la CIDH farà recomanacions específiques o, si escau, farà la denúncia de la controvèrsia a la Cort Interamericana de Drets Humans.
D'altra banda, hi ha algunes circumstàncies en què si les persones determinen que hi ha risc cap a la seva persona o drets, poden fer una crida d'urgència a la CIDH, i aquesta pot requerir que l'Estat prengui mesures preventives per evitar danys cap a la persona. També la CIDH pot fer visites in situ per a fer una avaluació de com es practiquen els drets humans als països, per a posteriorment emetre'n recomanacions. A més, es pot atorgar prioritat a certs problemes creant relatories centrades en diferents àrees específiques.